# Sigismund Ernst von Hohenwart

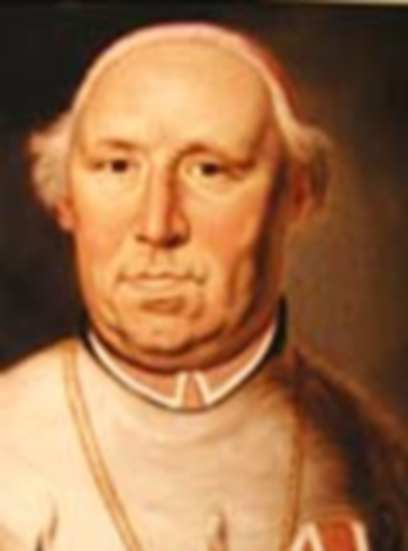
Sigismund Ernst Graf von Hohenwart, Bischof von Linz (1809–1825)

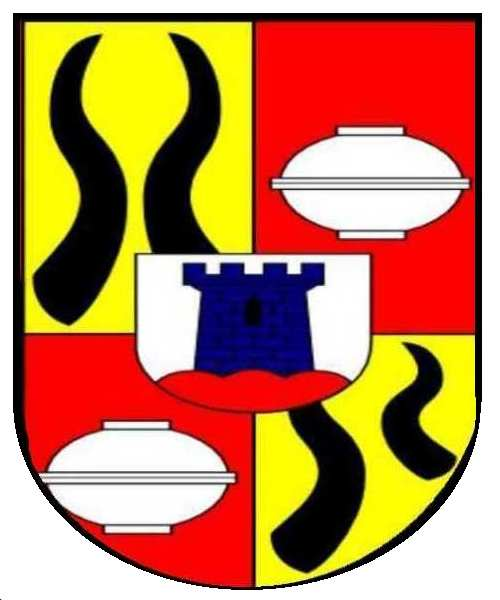
Wappen von Sigismund Ernst Graf von Hohenwart, Bischof von Linz (1809–1825)

Sigismund Ernst Graf von Hohenwart CanReg (* 7. Juni 1745 in Cilli, Untersteiermark; † 22. April 1825 in Linz) war katholischer Geistlicher, Bischof von Linz, Naturwissenschafter und Alpinist.

## Leben
Er entstammte aus der Krainer Adelsfamilie Grafen von Hohenwart, sein Vater Georg Sigismund Graf von Hohenwart war Gutsbesitzer, seine Mutter Maria Aloisia stammte aus der Familie der Killau Edlen von Ehrenstein. Er wurde auf den Namen Ferdinand Joseph Georg Sigismund getauft. Er besuchte das Gymnasium in Laibach und begann 1763 sein Noviziat im Augustinerchorherrenstift Gurk. Nach seiner Profeß nun Sigismund Ernst, studierte er seit 1764 an der katholischen Universität von Graz Theologie und erwarb 1768 den akademischen Grad eines Lic. theol. Am 24. Juni 1768 wurde er im Dom zu Görz zum Priester geweiht. Stationen seiner Laufbahn waren Novizenmeister, Konsistorialrat, Domkustos und 1785 Domdekan im Bistum Gurk. Nach Verlegung des Bischofssitzes nach Klagenfurt 1787 wurde er Generalvikar des Fürstbischofs Franz II. Xaver von Salm-Reifferscheidt-Krautheim in Klagenfurt.
Sigmund von Hohenwart bereiste 1791 mit Joseph Reiner und Franz Xaver von Wulfen, mit denen er in enger Freundschaft verbunden das Interesse für Botanik und Mineralogie teilte, die Oberkärntner Alpen und veröffentlichte die dabei gewonnenen Erkenntnisse gemeinsam mit Joseph Reiner mit dem Handbuch für reisende Liebhaber im Folgejahr 1792 bei Carl Friedrich Walliser in Klagenfurt. In diesem Werk sind die beiden Autoren Erstbeschreiber des der Familie der Edelfalter zugeordneten Mohrenfalters Erebia cassioides (Reiner & Hohenwarth, 1792) (ähnlich dem Schillernden Mohrenfalter, E. tyndarus) und vom Hochalpenwidderchen Zygaena exulans (Reiner & Hohenwarth, 1792), einem Schmetterling (Nachtfalter) aus der Familie der Widderchen. Im Jahr 1799 nahm er an der Erstbesteigung des Kleinglockners teil, 1802 erreichte er auch den Großglockner. Dort wurde ein Vorgipfel nach ihm benannt, der Hohenwartkopf (3308 m), und die östlich anschließende Hohenwartscharte (3182 m), in der während der Expedition 1800 die Schutzhütte Hohenwarte errichtet wurde.
Am 13. Januar 1809 wurde er von Kaiser Franz I. von Österreich zum Bischof von Linz ernannt. Papst Pius VII. konnte allerdings erst am 19. Dezember 1814 die Wahl bestätigen. Konsekriert wurde er am 7. Mai 1815 durch den Erzbischof von Wien, Sigismund Anton von Hohenwart. Die Inthronisation in Linz fand am 15. Mai 1815 statt. Während seiner Regierung besuchte er alle vierhundert Pfarren seines Bistums. Er war der für das Verfahren gegen den Pfarrer Martin Boos verantwortliche Bischof und ließ diesen ein Jahr lang einsperren und setzte dessen Gegner als Nachfolger von Boos in Gallneukirchen ein. Die dortige Entstehung einer evangelischen Gemeinde war eine Spätfolge von Boos’ Wirken sowie des bischöflichen Reagierens darauf.
Seine letzte Ruhestätte fand Hohenwart zunächst im Alten Dom zu Linz. Nach der Fertigstellung des Neuen Doms wurden seine sterblichen Überreste (ebenso wie die der übrigen im Alten Dom bestatteten Bischöfe von Linz) 1924 in die neue Kathedrale verlegt.

## Auszeichnungen und Mitgliedschaften
- 1790 Mitglied der Leopoldina
- 1808 Österreichisch-kaiserlicher Leopold-Orden (Ritterkreuz)

## Werke (Auswahl)
- mit Joseph Reiner: Botanische Reisen nach einigen Oberkärntnerischen und benachbarten Alpen unternommen, und nebst einer ausführlichen Alpenflora und entomologischen Beiträgen als ein Handbuch für reisende Liebhaber. Erste Reise im Jahr 1791. Walliser, Klagenfurt 1792 (archive.org)
- mit Lorenz Chrisanth von Vest: Botanische Reisen nach einigen Oberkärntnerischen und benachbarten Alpen, unternohmen, und nebst einer ausführlichen Alpenflora als ein Handbuch für reisende Liebhaber herausgegeben von Sigmund v. Hohenwart, der Akademie der Naturforscher zu Erlangen, der botanischen naturforschenden Freunde, der Jenaischen Mineralogischen, der Regensburgischen botanischen, und der Agrikultur=Gesellschaft zu Klagenfurt Mitglied, und Lor. Chrisanth v. Vest, der Arzneykunde Doktor, der Chirurgie Mag. der theoretischen und praktischen Medizin auf dem Lyceo zu Klagenfurt öffentl. Lehrer; der Regensburgischen botanischen und Agrikultur=Gesellschaft zu Klagenfurt Mitglied. Zweyter Band. Als Fortsetzung der ersten Reise im Jahre 1791. Mit illuminierten und schwarzen Kupfertafeln. Johann Leon, Klagenfurt 1812

## Einzelbelege
1. ↑  Heinz-Dieter Pohl: Bergnamen in Österreich, auf uni-klu.ac.at, abgerufen am 24. Januar 2024.
2. ↑  Rudolf Leeb, Maximilian Liebmann, Georg Scheibelreiter, Peter G. Tropper: Geschichte des Christentums in Österreich. Von der Spätantike bis zur Gegenwart (Reihe Österreichische Geschichte, hrsg. von Herwig Wolfram). Ueberreuter, Wien 2003, S. 339.

| Vorgänger         | Amt                        | Nachfolger            |
| ----------------- | -------------------------- | --------------------- |
| Joseph Anton Gall | Bischof von Linz 1809–1825 | Gregor Thomas Ziegler |

| Personendaten    | Personendaten                                                                  |
| ---------------- | ------------------------------------------------------------------------------ |
| NAME             | Hohenwart, Sigismund Ernst von                                                 |
| ALTERNATIVNAMEN  | Hohenwart, Ferdinand Josef Georg Sigismund Graf von; Hochenwarth, Siegmund von |
| KURZBESCHREIBUNG | österreichischer katholischer Geistlicher, Bischof von Linz                    |
| GEBURTSDATUM     | 7. Juni 1745                                                                   |
| GEBURTSORT       | Cilli                                                                          |
| STERBEDATUM      | 22. April 1825                                                                 |
| STERBEORT        | Linz                                                                           |